# Gadget
En gadget (dansk teknisk anordning) er en teknologisk mindre objekt eller dims (apparater – f.eks. et værktøj, udstyr eller en hvidevare), som har en bestemt funktion. Gadget er især geniale apparatpåfund, som kan være brugbare eller måske overflødige ting. Mange gadgets har et smart design og/eller usædvanlig(e) funktion(er). Gadgets er en de ting, som anvendes af mennesker, der gerne vil være "trendy".
Ordet gadget har også lagt navn til tegnefilms-detektiven Inspector Gadget, som har mange af disse funktioner. 

## Eksempler på gadgets
- Tasker med fotoelektrisk solfanger til opladning af iPod eller mobiltelefon.
- Ekstra tastatur til en mobiltelefon.
- Løbesko med skridttæller.
- Solkasket med blæser til afkøling af ansigtet.
- Smart Watch
- Mini helikopter
- Computer